# Mogol
Mogol (ur. jako Giulio Rapetti 17 sierpnia 1936 w Mediolanie) – najbardziej znany włoski tekściarz, także pisarz i producent muzyczny. Autor tekstów do około 1500 piosenek, w tym do wielu słynnych. W latach 60. tworzył z Carlem Donidą znany duet autorsko-kompozytorski. Począwszy od połowy lat 60. współpracował z Luciem Battistim. Jego syn Alfredo również jest tekściarzem, kontynuującym tradycję rodzinną.
Od 24 lipca 2008 roku jego pseudonim artystyczny stał się oficjalnie częścią jego nazwiska: Giulio Rapetti Mogol.

## Biografia i twórczość
Giulio Rapetti rozpoczął w latach 50. pracę w biurze prasowym wytwórni muzycznej Ricordi, której dyrektorem był jego ojciec Mariano, również tekściarz, piszący pod pseudonimem Calibi. Pierwszym tekstem, który napisał był „Mama Guitar” (1954). Jako profesjonalista zadebiutował w 1960 roku tekstem do piosenki „Non dire I Cry” Tony'ego Renisa. W latach następnych napisał teksty do piosenek, które wygrały Festiwal Piosenki Włoskiej w San Remo: „Al di là” (1961, wykonawcy: Luciano Tajoli i Betty Curtis), „Uno per tutte” (1963, Tony Renis) i „Se piangi, se ridi” (1965, Bobby Solo). 
Do jego sukcesów z tamtego okresu należą również teksty napisane do piosenek zespołów: „C'è una strana espressione nei tuoi occhi”, „Che colpa abbiamo noi” i „E' la pioggia che va” (Rokes), „Io ho in mente te” (Equipe 84) i „Sognando la California” (Dik Dik).
W połowie lat 60. Mogol był już czołową postacią w piosence włoskiej. Znane piosenki, do których wówczas napisał teksty to między innymi: „Stessa spiaggia, stesso mare” (Mina), „Com’è triste Venezia” (Charles Aznavour), „Una lacrima sul viso” (Bobby Solo), „Riderà” (Little Tony i „Perdono” (Caterina Caselli.
W 1966 roku napisał tekst do piosenki „Dolce di giorno”, skomponowanej przez Lucia Battistiego; zapoczątkowała ona długi okres ich współpracy. Po 1969 roku, kiedy objawił się fenomen „Lucio Battisti”, obaj autorzy stworzyli serię jedynych w swoim rodzaju przebojów: „Acqua azzurra acqua chiara”, „Mi ritorni in mente”, „Fiori rosa fiori di pesco”, „Emozioni” i „Pensieri e parole”; wszystkie one, wydane na singlach, osiągnęły czołowe pozycje w klasyfikacjach. Mogol, razem z ojcem Mariano, Sandrem Colombinim, Frankiem Dal Dello oraz z Luciem Battistim założył wytwórnię muzyczną Numero Uno. Pierwszym jej nagraniem był singiel „Questo folle sentimento” nowego zespołu Formula 3. Dla Numero Uno Mogol wspólnie z Battistim napisał kolejne piosenki: „La canzone del sole”, „I giardini di marzo”, „E penso a te”, „Vento nel vento”, „Io vorrei... non vorrei... ma se vuoi”, „Anche per te”. Szczytowym okresem ich kreatywności były lata 1972–1978, wyznaczone albumami Umanamente uomo: il sogno i Una donna per amico. Przyjaźń obu twórców zakończyła się z albumem Una giornata uggiosa, wydanym w 1980 roku. 
Mogol był w tym okresie autorem tekstów również do piosenek innych wykonawców: „Una spada nel cuore” (Little Tony), „La prima cosa bella” (Nicola Di Bari) czy „Impressioni de settembre” (Premiata Forneria Marconi). 
Oprócz działalności tekściarskiej Mogol był również współzałożycielem, razem z Giannim Morandim, Nazionale Italiana Cantanti, reprezentacji piłkarskiej piosenkarzy, działającej w celach charytatywnych. 
Po okresie współpracy z Battistim pisał teksty dla takich wykonawców jak Riccardo Cocciante (albumy Cervo a primavera z 1980 roku i Cocciante z 1982) i Mario Lavezzi, z którym pisał piosenki przeznaczone dla innych wykonawców, w tym dla Gianniego Morandiego. 
W 1992 roku Mogol przeniósł się do Umbrii, gdzie założył i prowadził C.E.T. (Centro Europeo di Toscolano), stowarzyszenie non-profit, wspierające rozwój kultury i muzyki, w tym zwłaszcza kariery artystyczne początkujących muzyków i kompozytorów. Z C.E.T. współpracowali między innymi: Biagio Antonacci, Luca Barbarossa, Gianni Bella, Edoardo Bennato, Riccardo Cocciante, Mario Lavezzi, Mango, Raf, Tony Renis, Vince Tempera, Alberto Testa, Gianni Togni, Umberto Tozzi, Celso Valli i Ornella Vanoni.
24 lipca 2008 roku jego pseudonim artystyczny stał się oficjalnie częścią jego nazwiska: Giulio Rapetti Mogol. Stało się tak na mocy dekretu Ministra Spraw Wewnętrznych Republiki Włoskiej z dnia 15 maja 2007 roku, wpisanym do akt gminy Molteno 3 lipca tego samego roku. Sam dekret został oficjalnie opublikowany 27 lutego 2008 roku przez gminę Mediolan, w której urodził się Giulio Rapetti.  
Jak wyjaśniał w wywiadzie dla dziennika la Repubblica, pseudonim Mogol zaczerpnął od imienia zwierzchnika (wł. Mogol) Hyzia, Dyzia i Zyzia (wł. Qui, Quo, Qua), postaci z komiksu Młodzi Skauci (wł. Giovani Marmotte).